# A Punk Tribute to Metallica
A Punk Tribute to Metallica è un album tributo del 2001 al gruppo musicale thrash metal statunitense Metallica, composto da vari artisti.

## Tracce
1. Sloppy Seconds – Hit the Lights
2. Agent Orange – Seek and Destroy
3. D.O.A. – Motorbreath
4. Flipper – Sad but True
5. Dee Dee Ramone – Jump in the Fire
6. Dr. Know – Master of Puppets
7. Vice Squad – Enter Sandman
8. Total Chaos – One
9. The Vibrators – Nothing Else Matters
10. Anti-Government – I Disappear
11. SöuR – Am I Evil?
12. Shotgun Remedy – For Whom the Bell Tolls
13. S.B.I. – Until It Sleeps